# Město Albrechtice
Město Albrechtice település Csehországban, Bruntáli járásban. Město Albrechtice Slezské Rudoltice, Jindřichov, Třemešná, Holčovice, Krnov, Janov, Heřmanovice, Hošťálkovy és Petrovice településekkel határos. Lakosainak száma 3415 fő (2024. január 1.).

## Népesség
A település lakosságának változását az alábbi diagram mutatja:
| Lakosok száma | 6335 | 6230 | 5125 | 3344 | 3407 | 3626 | 3515 | 3529 | 3421 | 3415 |
|               | 1869 | 1890 | 1921 | 1950 | 1980 | 2001 | 2017 | 2019 | 2022 | 2024 |